# Orogenesi svecofennide
     Rocce dell'Archeano dei domini della Karelia, della provincia di Belomorian e di Kola
     Rocce del Proterozoico dei domini della Karelia e Kola
     Orogenesi svecofennide
     Cintura magmatica trans-scandinava
     Orogenesi timanide
     Orogenesi sveconorvegese inclusa la Western Gneiss Region
     Pieghe da sovrascorrimento dell'orogenesi caledoniana

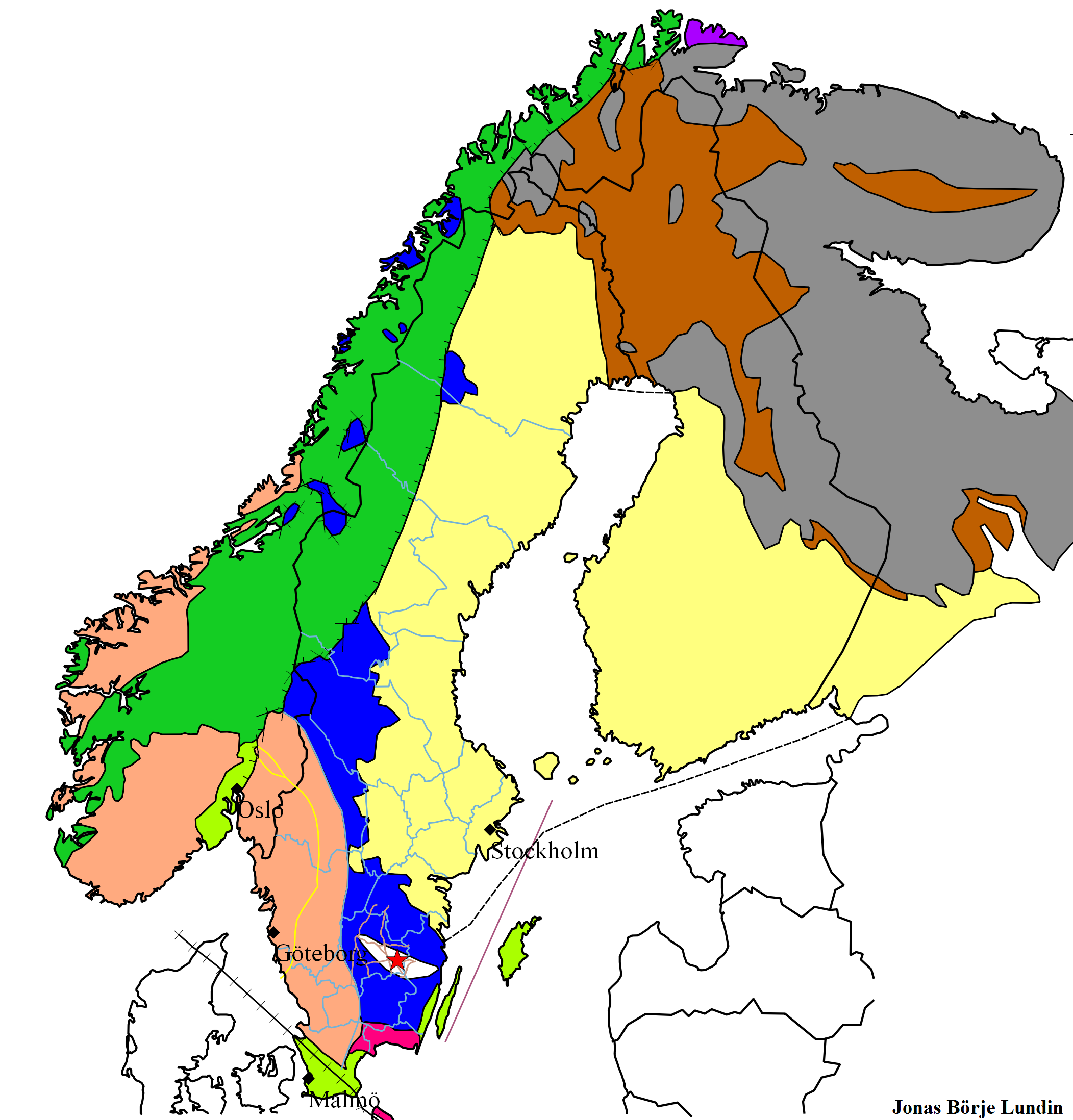
Mappa geologica della Fennoscandia.
Rocce dell'Archeano dei domini della Karelia, della provincia di Belomorian e di Kola
Rocce del Proterozoico dei domini della Karelia e Kola
Orogenesi svecofennide
Cintura magmatica trans-scandinava
Orogenesi timanide
Orogenesi sveconorvegese inclusa la Western Gneiss Region
Pieghe da sovrascorrimento dell'orogenesi caledoniana

L'orogenesi svecofennide (a volte indicata anche come orogenesi svecocareliana, senza un generale consenso sulla denominazione ufficiale) indica una serie di eventi orogenetici correlati che hanno dato luogo alla formazione di gran parte della crosta continentale delle attuali Svezia e Finlandia, oltre ad alcune parti minori della Russia. I processi orogenetici si svilupparono tra 2000 e 1800 milioni di anni fa, nel corso del Paleoproterozoico.
A ovest e sudovest, l'orogenesi svecofennide confina con la più giovane cintura magmatica trans-scandinava. Si ritiene che le frange più occidentali dell'orogenesi svecofennide siano state modificate dall'orogenesi sveconorvegese in modo analogo a quanto fatto dalla cintura trans-scandinava a ovest.
L'orogenesi svecofennide ha comportato l'accrezione di numerosi archi insulari, cosicché il pre-esistente cratone si è accresciuto con questo nuovo materiale a nordest e sudovest. L'accrezione degli archi insulari è stata collegata anche ad altri due processi avvenuti nello stesso periodo di tempo, la fusione parziale del magma che poi si raffreddò per formare le rocce magmatiche, e il metamorfismo delle rocce.